# Maciej Szymański
Maciej Grzegorz Szymański (ur. 25 stycznia 1957 w Miliczu) – polski slawista, dyplomata, ambasador RP w Słowenii (1998–2002), Bośni i Hercegowinie (1998–2001), Serbii i Czarnogórze/Serbii (2005–2009), Chorwacji (2013–2017) oraz Bułgarii (od 2019).

## Życiorys
Wychowywał się w Międzyrzecu Podlaskim, szkołę średnią skończył we Wrocławiu. W latach 1976–1981 odbywał studia z filologii słowiańskiej na Wydziale Filologicznym Uniwersytetu Śląskiego w Katowicach. Obronił pracę magisterską z zakresu słowotwórstwa macedońskiego i serbsko-chorwackiego. Należał do jedynego rocznika, który uzyskał tytuł zawodowy magistra jugoslawistyki.
Po ukończeniu studiów pracował jako młodszy bibliotekarz w Dziale Rękopisów w Bibliotece Zakładu Narodowego im. Ossolińskich we Wrocławiu (1982–1983), a następnie w Biurze Wydawnictw Polskiej Akademii Nauk. W latach 1984–1992 był pracownikiem naukowym w Instytucie Słowianoznawstwa (przekształconego później w Instytut Slawistyki) PAN, gdzie w 1992 uzyskał stopień doktora nauk humanistycznych w zakresie językoznawstwa słowiańskiego.
W 1992 podjął pracę w Ministerstwie Spraw Zagranicznych. Był kolejno starszym ekspertem i radcą ministra w Wydziale ds. Polonii Departamentu Konsularnego i Wychodźstwa. Od 1995 pełnił funkcję wicedyrektora Departamentu Konsularnego i Wychodźstwa. W 1997 objął stanowisko wicedyrektora Departamentu Europy Zachodniej. Rok później został dyrektorem Departamentu Europy Środkowej i Południowej. W latach 1998–2002 pełnił funkcję ambasadora RP w Słowenii z równoległą akredytacją w latach 1998–2001 w Bośni i Hercegowinie. Po powrocie do kraju pełnił funkcję naczelnika wydziału ruchu osobowego Departamentu Konsularnego i Polonii, a następnie dyrektora tego departamentu.
Od 2005 do 2009 sprawował urząd ambasadora RP w Serbii i Czarnogórze, a następnie w Republice Serbii. Po zakończeniu misji w Belgradzie objął funkcję dyrektora Departamentu Współpracy z Polonią MSZ. W styczniu 2013 został ambasadorem RP w Chorwacji. Zakończył urzędowanie w lipcu 2017. Po powrocie do Polski był zastępcą dyrektora i dyrektorem Akademii Dyplomatycznej MSZ. W lutym 2018 został powołany na stanowisko dyrektora generalnego służby zagranicznej. W październiku tegoż roku został odwołany. W 2019 otrzymał nominację na stanowisko ambasadora RP w Bułgarii; pełnienie tej funkcji rozpoczął oficjalnie 20 czerwca 2019.

## Życie prywatne
Hobbystycznie zajmuje się obserwacją i fotografowaniem ptaków. Jest autorem licznych zdjęć przyrodniczych publikowanych w atlasach czy czasopismach (m.in. w magazynie „National Geographic”).

## Odznaczenia
- Krzyż Kawalerski Orderu Odrodzenia Polski (2011)[10][11]
- Order Księcia Branimira (Chorwacja, 2017)[12][13]